# Поречье (Брестская область)
Поре́чье (бел. Парэ́чча) — деревня в Пинском районе Брестской области Беларуси. В составе Поречского сельсовета. По переписи населения 2019 года в деревне насчитывалось 448 жителей.

## География
Расположена в 13 км от автодороги Ивацевичи-Пинск-Столин (Р-6) и в 30 км от города Пинск на берегу реки Ясельда.

## История
- 1495 год — первое упоминание, пинская княжна Мария жалует две дворища Матвею Гричине. Имения наследует сын Борис и его потомки Войны-Гричины
- Начало XVII века — собственниками являются Терлецкие. Позже Поречье переходит Огинским, позднее — Скирмунтам
- 1830-е годы — Александр Скирмунт основывает промышленные предприятия. Позже имение переходит его сыну Александру Александровичу, впоследствии — внуку Роману Александровичу. Скирмунтами был построен не сохранившийся до наших времен усадебный дом, основан парк;
- В разные годы функционировали сахарный завод (считавшийся лучшим среди свеклосахарных заводов Минской губернии), суконная фабрики, ворсильная плантация и винокуренный завод
- XIX век — является центром волости Пинского уезда
- 1907 год — Скирмунтами возведён не сохранившийся до наших дней костел Сердца Иисуса и православный храм
- 1920-е годы — является центром гмины
- Март 1944 года — фашистами уничтожено 20 дворов, убито 20 жителей

## Население

### Численность
- 2019 год — 448 жителей

### Динамика
- 2019 год — 448 жителей (перепись населения)

## Культура
- Народный литературный музей белорусской поэтессы Евгении Янищиц[2]
- Музей ГУО «Поречская базовая школа имени Евгении Янищиц» Пинского района
- Музей «Усадьба полешука XIX века»

## Достопримечательности
- Церковь Рождества Богородицы (1912 год)[3]. Церковь включена в Государственный список историко-культурных ценностей Республики Беларусь[4] —  Историко-культурная ценность Республики Беларусь, шифр 112Г000579
- Братская могила советских воинов и партизан[5]
- Воинское кладбище времен Первой мировой войны, могилы польских и немецких солдат
- Оборонительные сооружения Первой мировой войны
- Усадьба Скирмунтов[6]:
  - Парк «Поречье» (1910)[7] —  Историко-культурная ценность Республики Беларусь, шифр 112Г000575.
  - Сахарный завод[8]. В 1860 году в Поречье заработал сахарный завод. Он считался лучшим среди свеклосахарных заводов Минской губернии. Являлся паровым и был оборудован наиболее совершенным оборудованием того времени.

### Памятник, скульптура
- Памятный знак Роману Скирмунту[9]
- Мемориальная доска в честь Евгении Янищиц на здании школы. Надпись гласит — "В этой школе с 1963 г. по 1966 г. училась известная белорусская писательница Евгения Иосифовна Янищиц (20.11.1948 - 25.11.1988)"

## Галерея

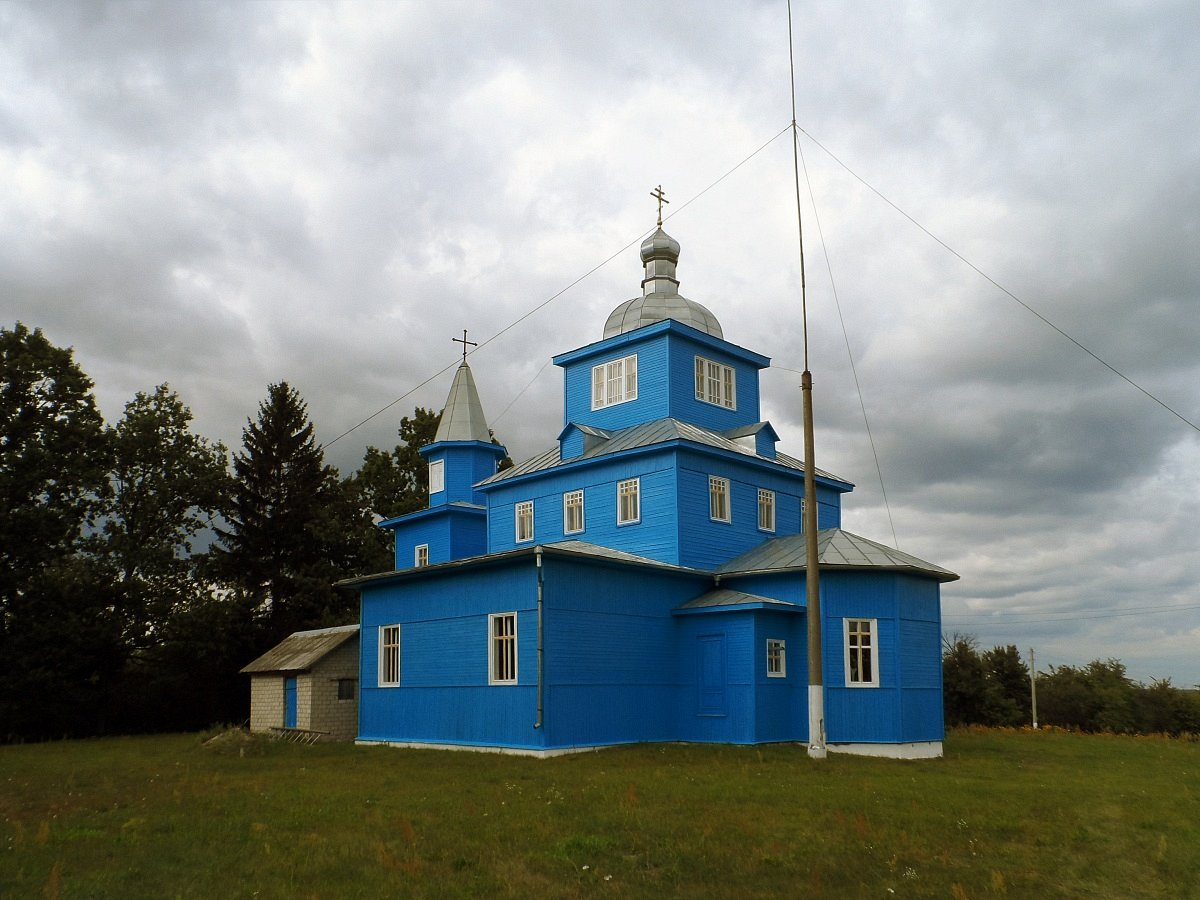
Церковь Рождества Богородицы
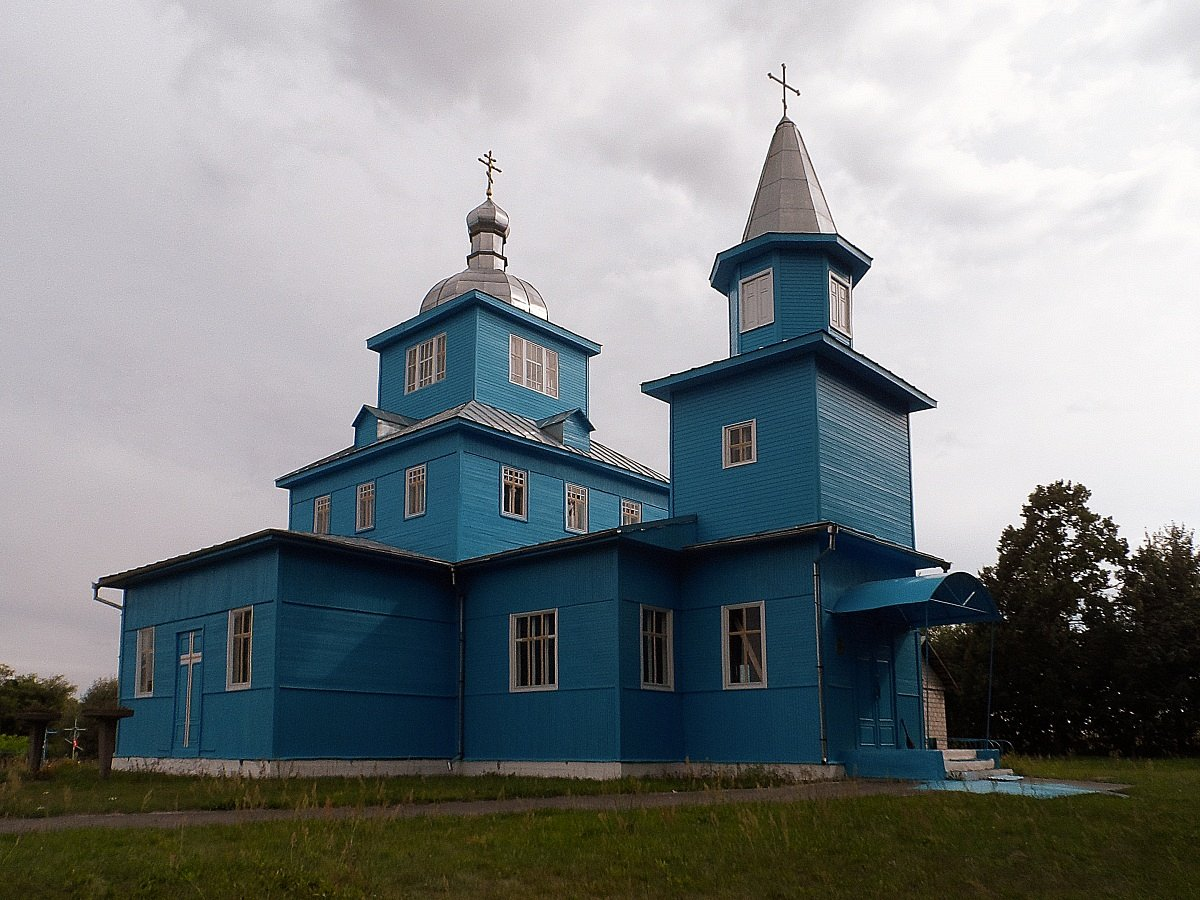
Церковь Рождества Богородицы
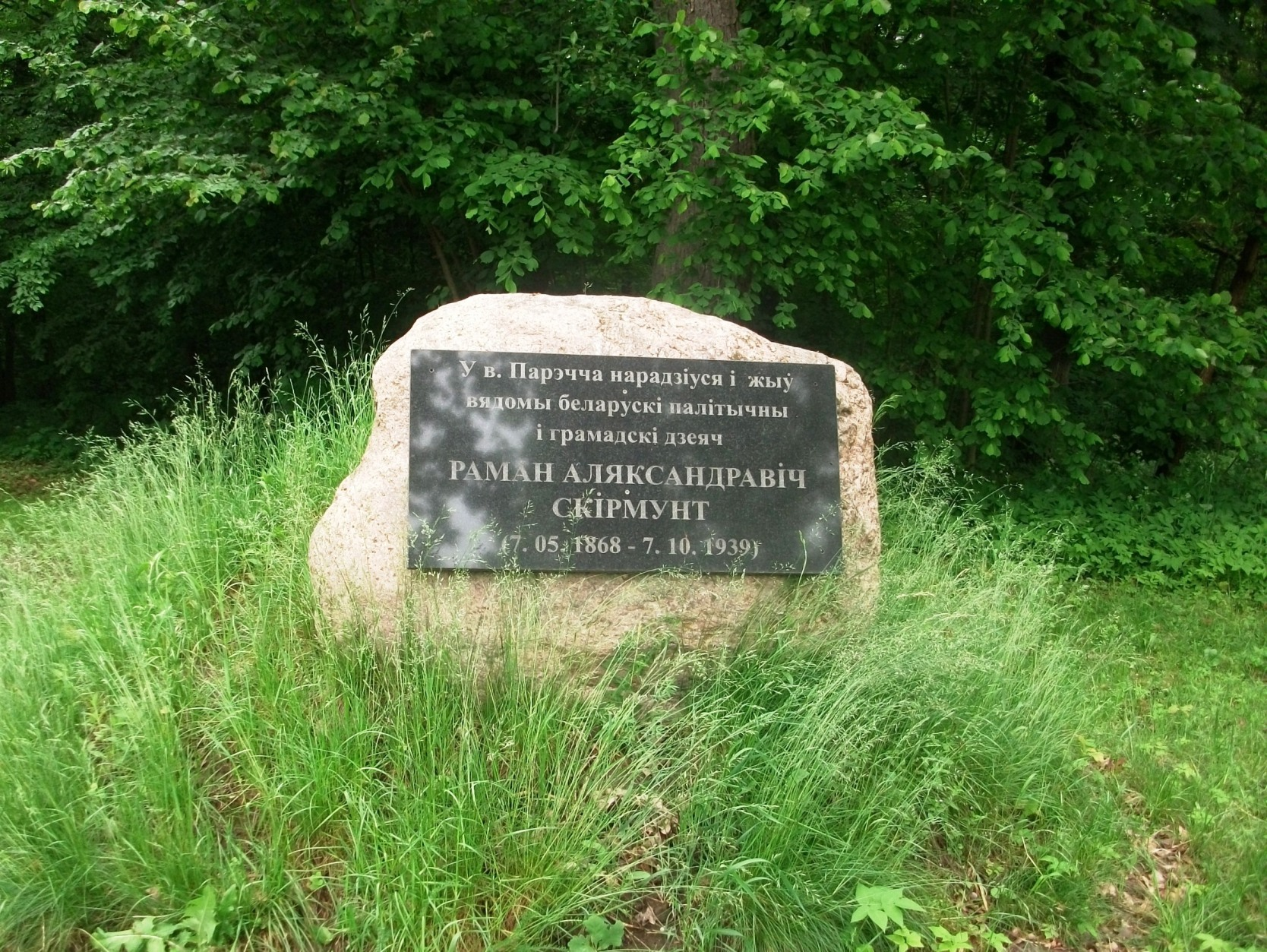
Памятный знак Роману Скирмунту
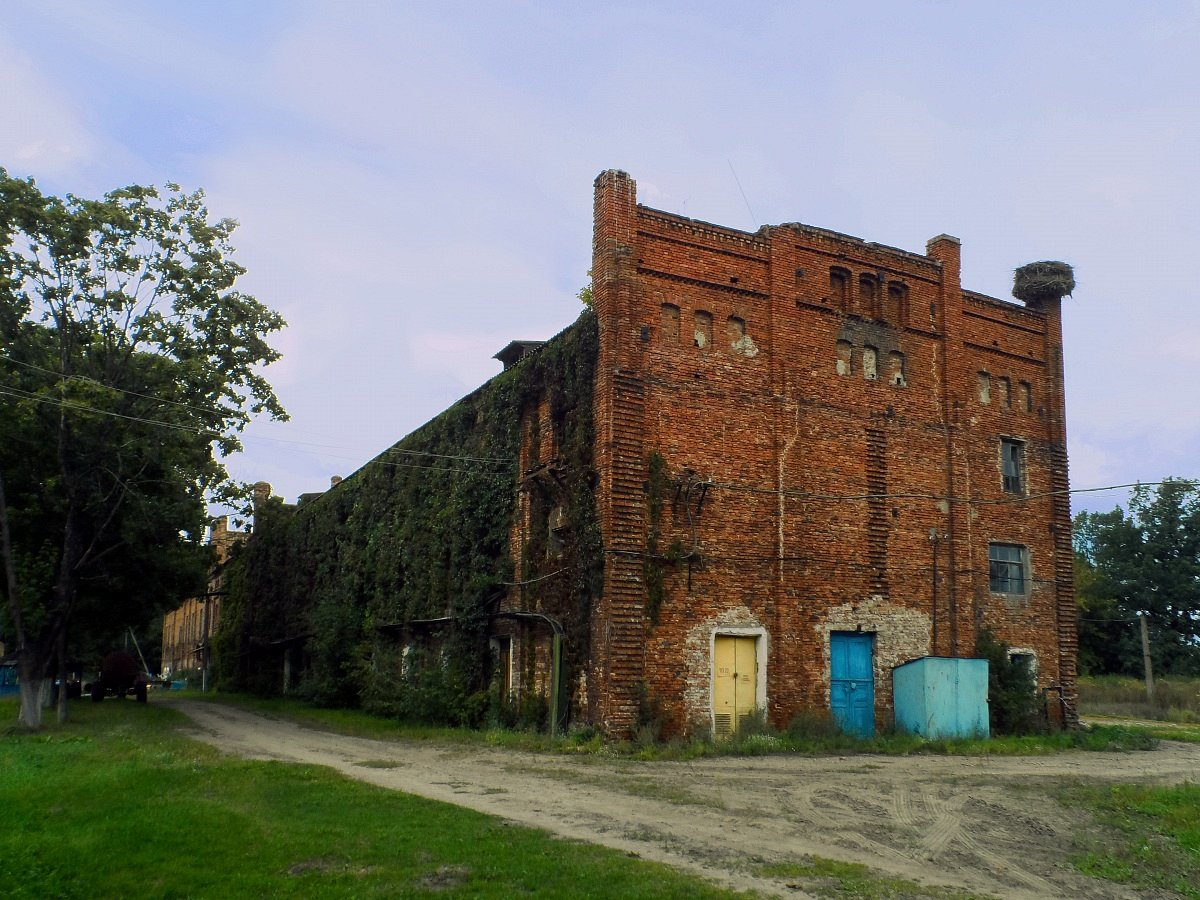
Завод
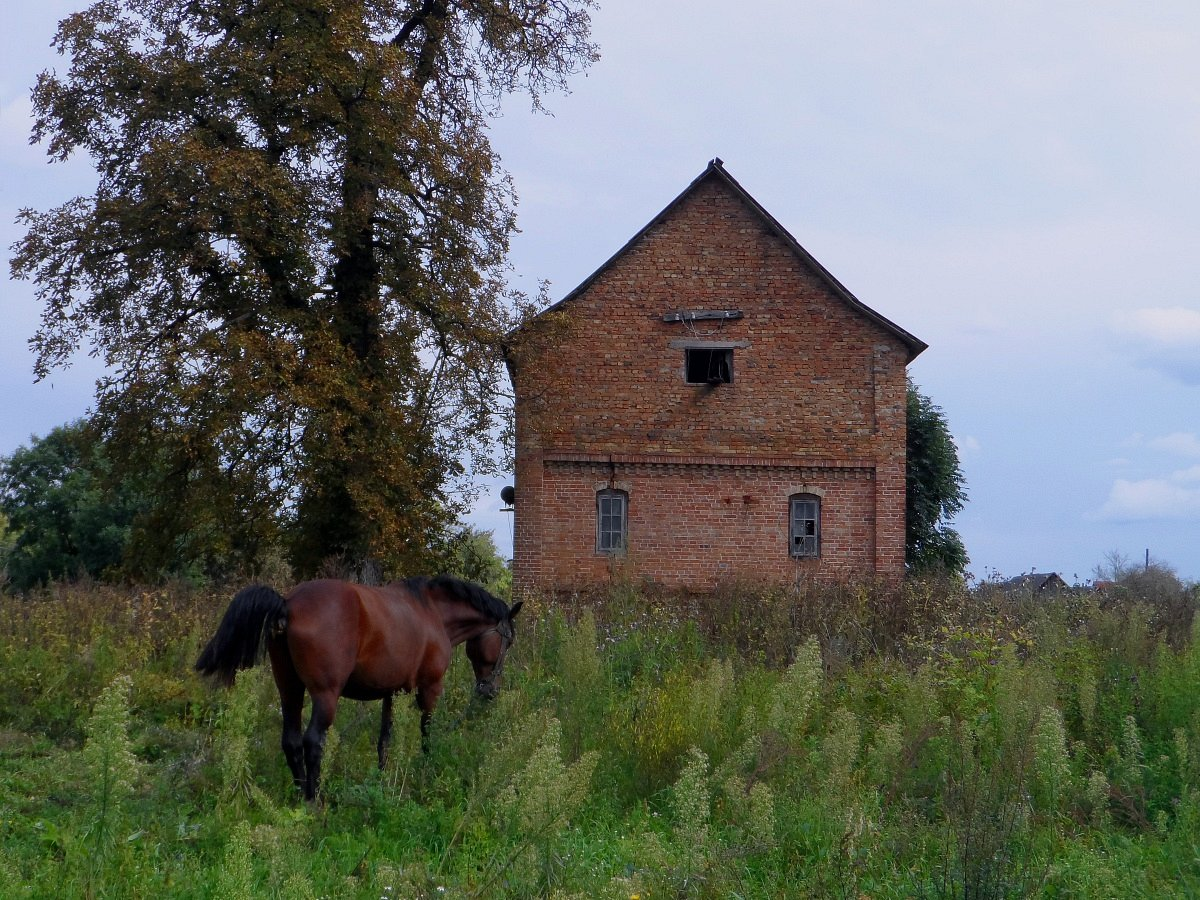
Завод
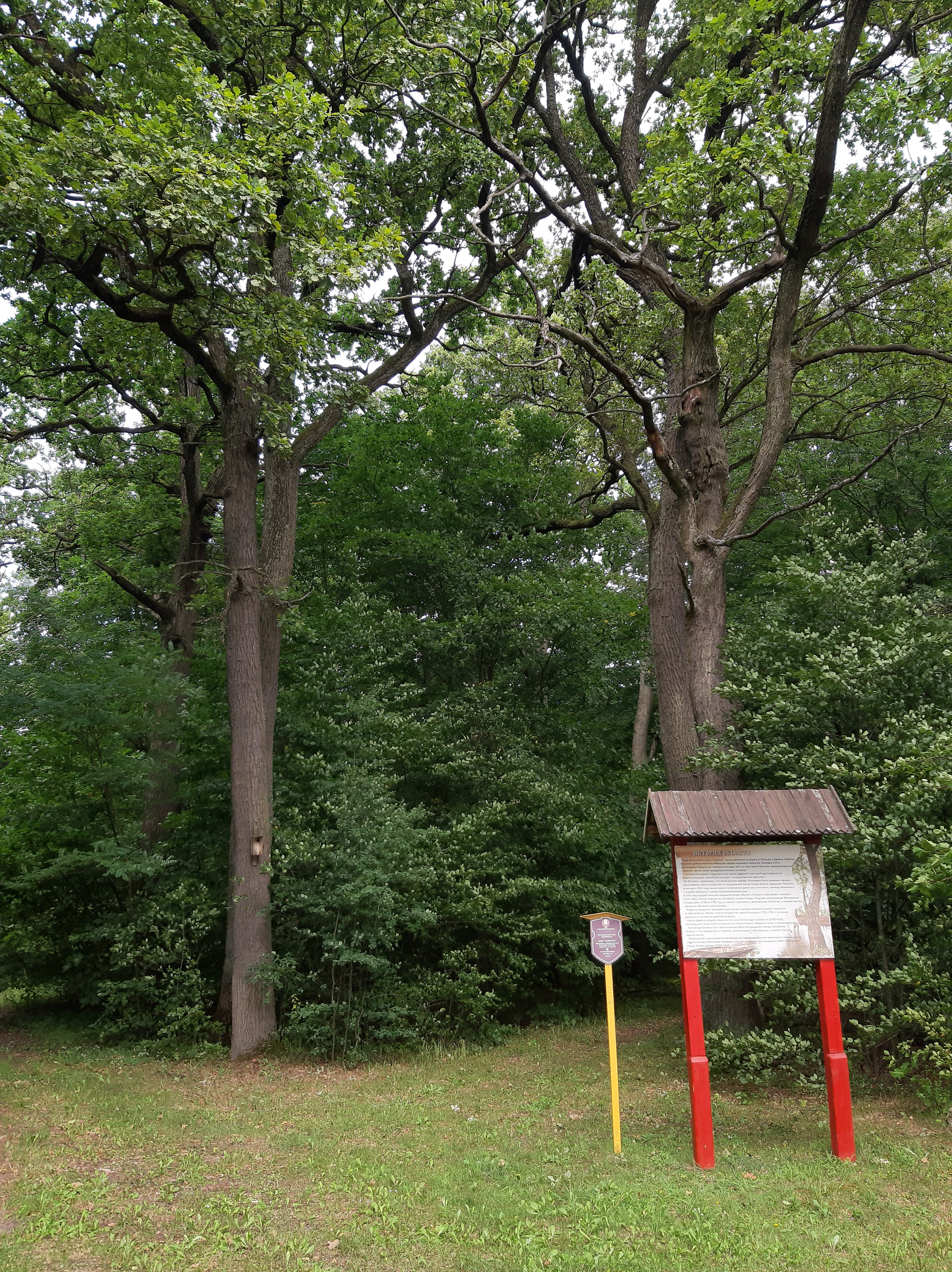
Парк

## Прочее
- …именно в этом пинском Поречье кажется, что и сегодня витает муза поэтессы Евгении Янищиц — легендарной «ясельдяночки»[10]